# Didascalia
A Didascalia (didaszkália) vagy Didascalia Apostolorum (= Az apostolok tanításai) ókeresztény irat, liturgiai és egyházszervezeti előírások gyűjteménye. Egyértelműen a korábbi Didakhé mintájára készült.

## Szerzősége
A mű úgy mutatkozik be, mintha a tizenkét apostol írta volna az 1.századi jeruzsálemi gyűlés idején; a tudósok azonban egyetértenek abban, hogy valójában egy későbbi kompozíció volt, a legtöbb kutató a 3. századot feltételezi.
A szerző ismeretlen, de valószínűleg püspök volt. Keletkezését általában Észak-Szíriához kötik, többnyire Antiochia régiójában.

## Tartalma
- Buzdítások a keresztény életről és imáról (I-III. fejezet)
- A püspök képesítésére, magatartására és tanítására vonatkozó szabályok (IV-XII. fejezet)
- Liturgikus előírások  (XIII. fejezet)
- A diakónusokra és özvegyekre vonatkozó szabályok (XIV–XVI. fejezet)
- Gyermeknevelés, árvagondozás (XVII. fejezet)
- Alamizsna (XVIII. fejezet)
- A mártíromságról ( XIX. fejezet)
- A halottak feltámadásáról (XX. fejezet)
- Tanítás a húsvétról és Krisztus feltámadásáról, böjti előírások (XXI. fejezet)
- Az oktatásról (XXII. fejezet)
- Az eretnekségekről és a szakadásokról (XXIII. fejezet)
- Az egyház állapota és annak megerősítése, hogy az itt található összes előírást a tizenkét apostol állapította meg (innen a könyv címe) (XXIV. és XXV. fejezet)
- A zsidó rituális gyakorlatok elítélése és végső doxológia (XXVI. fejezet).